# زدينيك ستيبار
زدينيك ستيبار (بالتشيكية: Zdeněk Štybar)‏ (و. 1985  م) هو cyclo-cross cyclist ‏، ودراج تشيكي، شارك في طواف إسبانيا، وشارك في ركوب الدراجات في الألعاب الأولمبية الصيفية 2016، وشارك في سباق طواف فرنسا 2015، وشارك في طواف إسبانيا 2013، وشارك في سباق طواف فرنسا 2017، مركز لعبه هو سباق دراجات على أرضية مرصوفة بالحصى ‏، ومركز لعبه هو ثاقب ‏.

## سباقات أو مراحل فاز بها
| التاريخ        | السباق                                                           | المركز                                          |
| -------------- | ---------------------------------------------------------------- | ----------------------------------------------- |
| 03 أكتوبر 2010 | 2010 Citadelcross                                                |                                                 |
| 01 يناير 2011  | بطولة العالم للسيكلو كروس 2011 – سباق نخبة الرجال                |                                                 |
| 08 مايو 2011   | أربعة أيام من دونكيرك 2011                                       |                                                 |
| 26 يونيو 2011  | 2011 Czech Republic National Road Cycling Championships Men RR   |                                                 |
| 08 مايو 2012   | أربعة أيام من دونكيرك 2012                                       | الثاني في التصنيف العام، الثاني في تصنيف النقاط |
| 21 يونيو 2012  | 2012 Czech Republic National Road Cycling Championships Men ITT  |                                                 |
| 07 أبريل 2013  | سباق باريس روبيه 2013                                            | السادس في التصنيف العام                         |
| 18 أغسطس 2013  | طواف إينكو 2013                                                  | الفائز في التصنيف العام                         |
| 15 أكتوبر 2013 | طواف بكين 2013                                                   | التاسع في تصنيف الجبال                          |
| 01 يناير 2014  | بينشي-شيمي-بينشي 2014                                            | الفائز في التصنيف العام                         |
| 16 مارس 2014   | باريس-نيس 2014                                                   | السابع في تصنيف النقاط                          |
| 26 يونيو 2014  | سباق الطريق ضد الساعة للرجال في بطولة التشيك لسباق الدراجات 2014 |                                                 |
| 29 يونيو 2014  | سباق الطريق للرجال في بطولة التشيك لسباق الدراجات 2014           | الفائز في التصنيف العام                         |
| 14 فبراير 2015 | فولتا مورسيا 2015                                                |                                                 |
| 07 مارس 2015   | ستراد بينك 2015                                                  | الفائز في التصنيف العام                         |
| 16 أغسطس 2015  | 2015 جولة ركوب الدراجات التشيكية                                 |                                                 |
| 29 يناير 2016  | تروفيو بولينسا-أندراتكس 2016                                     |                                                 |
| 26 يونيو 2016  | سباق الطريق للرجال في بطولة التشيك لسباق الدراجات 2016           |                                                 |
| 25 يونيو 2017  | سباق الطريق للرجال في بطولة التشيك لسباق الدراجات 2017           | الفائز في التصنيف العام                         |
| 19 أغسطس 2018  | طواف إينكو 2018                                                  | الأول في تصنيف النقاط                           |
| 02 مارس 2019   | طواف نيوشبلاد 2019                                               | الفائز في التصنيف العام                         |
| 29 مارس 2019   | إي ثري هاريل بيك 2019                                            | الفائز في التصنيف العام                         |
| 22 أغسطس 2020  | سباق الطريق للرجال في بطولة التشيك 2020                          |                                                 |
| 07 أغسطس 2022  | غروت بريجس جيف شيرنز 2022                                        |                                                 |
| 22 أكتوبر 2023 | 2023 Sun Hung Kai Properties Hong Kong Cyclothon                 |                                                 |

## روابط خارجية
- زدينيك ستيبار على موقع الاتحاد الدولي للدراجات (الإنجليزية)
- زدينيك ستيبار على موقع أرشيف الدراجات (الإنجليزية)
- زدينيك ستيبار على موقع إحصائيات الدراجات الإحترافية (الإنجليزية)
- زدينيك ستيبار على موقع نسبة الدراجات (الإنجليزية)
- زدينيك ستيبار على موقع CycleBase (الإنجليزية)
- زدينيك ستيبار على موقع أوليمبيديا (الإنجليزية)
- زدينيك ستيبار على موقع اللجنة الأولمبية التشيكية (التشيكية)